# Zilverwijting
De zilverwijting (Sillago japonica) is een  straalvinnige vissensoort uit de familie van witte baarzen (Sillaginidae). De wetenschappelijke naam van de soort is voor het eerst geldig gepubliceerd in 1843 door Temminck & Schlegel.
De soort staat op de Rode Lijst van de IUCN als niet bedreigd, beoordelingsjaar 2009.